# Сілаш
Сілаш — ботанічний заказник місцевого значення. Об'єкт розташований на території Берегівського району Закарпатської області, філія «Береговодержспецлісгосп», квартал 25, виділи 1-3, 5, 6, 8, 9, 11, 12, квартал 26, виділи 1-7, урочище Сілаш.
Площа — 75,5 га, статус отриманий у 2010 році.
Охороняється в'язово-ясенева діброва, де трапляються види рослинного і тваринного світу, занесені до Червоної книги України: білоцвіт весняний, гніздівка звичайна, любка дволиста, кіт лісовий та інші.